# Wei Jianhua
Wei Jianhua, född 23 mars 1979, är en friidrottare från Kina. Hon deltog vid olympiska sommarspelen 2000.